# Groupe 01
Le Groupe 01, anciennement Groupe Tests, est une entreprise française de presse spécialisée dans les nouvelles technologies, il appartient aujourd'hui au groupe Keleops.

## Historique
Créé dans les années 1970, le groupe Tests est à l'origine de plusieurs titres de la presse informatique tels que 01 Informatique (hebdo et mensuel), lancé en 1966, L'Ordinateur individuel, créé en octobre 1978, et Micro Hebdo, lancé en 1998. Il fait partie de CEP Communication, groupe de presse progressivement intégré dans Havas au cours des années 1990. Lors de la dilution des activités d'Havas au sein de Vivendi, à la suite de son rachat en 1998, le groupe Tests est intégré à la division Vivendi Universal Publishing (VUP).
Le site 01net.com est lancé en avril 2000. En 2001, le groupe Tests se porte acquéreur du site telecharger.com, qui est intégré au site 01net, et de InfoPC, magazine mensuel racheté à International Data Group et qui sera fusionné dans l'Ordinateur individuel.
VUP est racheté en 2001 par 3 fonds d'investissement, Cinven, The Carlyle Group et Apax Partners. Le groupe Tests rejoint alors la division presse professionnelle, nommée Aprovia, puis en avril 2007 par NextRadioTV à 100 %. L'entité est rebaptisé « Groupe 01 ». En 2009, le groupe rachète le Volnay Publication France, et récupère ainsi ses publications-phares : SVM, SVM Mac et PC Expert. Certains titres sont fusionnés, comme L'Ordinateur individuel et SVM, pour donner naissance à L'Ordinateur individuel-SVM.
En 2013, le groupe absorbe la web télé « La Chaîne techno ». L'Ordinateur individuel-SVM et Micro Hebdo sont arrêtés et un nouveau magazine les remplace, 01net.
En octobre 2013, NextRadioTV décide de se recentrer sur ses activités radio, télé et internet en cédant les magazines 01net et 01 Business (ex 01 Informatique) à la société She Three, dirigée par Marc Laufer, ancien directeur général de NextRadioTV. Les rédactions du magazine 01net Magazine et de 01net.com sont alors séparées et n'ont aucun lien juridique. Seul un accord de licence d'utilisation de la marque (propriété de 01net.com) les lie aujourd'hui.
Le 2 juin 2022, Altice Média annonce la cession de 01net au groupe Keleops.

## Publications
Titres édités
- 01net - grand public

Logo du groupe Tests

- 01 Business (aujourd'hui IT for Business) - professionnels

Sites internet
- 01net.com, informatique et multimédia
  - 01netTV.com, la chaîne techno
  - Telecharger.com, téléchargement de logiciels
- 01business.com, actu nouvelle technologie pro
- 01men.com, magazine masculin en ligne

### Anciennes publications
- L'Ordinateur individuel (1978-2013)
- L'Ordinateur de poche (1981-1984)
- Votre Ordinateur (1983-1985)
- LIST (1984-1985)
- Microtom (1985-1986)
- Micro Hebdo (1998-2013)
- SVM Mac (1988-2011)
- SVM (1983-2010[11])
- PC Expert (1992-2010[11])
- Windows Plus (1993)
- Univers Mac
- Micro Photo et Vidéo
- Décision Informatique
- Décision Distribution
- Décision Micro et Réseaux
- 01 Réseaux
- 01 DSI (2003-?) - supplément gratuit de 01 Informatique
- Électronique international
- Électronique Mensuel

## 01Lab
Filiale du groupe Tests créée en 1991, GTLabs est le premier laboratoire européen indépendant dans le domaine des nouvelles technologies. Séparé en deux pôles destinés aux publications grand public d'un côté et aux publications professionnelles de l'autre, plus de 20 ingénieurs y testaient chaque année plus de 1500 produits. Les résultats étaient reproduits et analysés dans les différentes publications du groupe.
Depuis mai 2009, le laboratoire est devenu le 01Lab après le départ de tous ses ingénieurs pour monter leur propre laboratoire. Animé par une équipe de plus d'une quinzaine de journalistes techniques, le 01Lab teste chaque année plus d'un millier de produits grand public pour alimenter le site 01net ainsi que plusieurs de ses publications grand public comme Micro Hebdo et L'Ordinateur individuel.
Le 01Lab se présente désormais comme le premier laboratoire high-tech « qui se met à la place des utilisateurs ». Car en plus de ses mesures techniques reconnues par l'industrie comme « crédibles et incontournables »[réf. nécessaire], le 01Lab réalise tout un ensemble de tests utilisateurs destinées à étudier et reproduire en situation l'usage des produits high-tech grand public.